# Aplasta rubraria
Aplasta rubraria är en fjärilsart som beskrevs av Louis Beethoven Prout 1912. Aplasta rubraria ingår i släktet Aplasta och familjen mätare. Inga underarter finns listade i Catalogue of Life.